# ФК Атлетико Насионал Медељин
Клуб Атлетико Насионал С.А., познат само као Атлетико Насионал, је колумбијски фудбалски клуб из Медељина. Клуб је један од само три екипе које су одиграле све сезоне у највишем рангу такмичења у држави, заједно са Миљонариосом и Индепендијентеом Санта Фе.

## Историја
Атлетико Насионал је основан 7. марта 1947. године под именом Клуб Атлетико Мунисипал де Медељин од стране Луиса Алберта Виљегаса Лопеса. Према КОНМЕБОЛ-у, Атлетико Насионал је клуб са највећим бројем навијача у Колумбији.
Атлетико Насионал своје домаће утакмице игра на стадиону Атанасио Хирардот, који има капацитет од 45.043 места. Они деле стадион са својим локалним ривалом, Индепендијенте Медељином. Ова два клуба се играју у дербију под називом Ел Класико Паиса, који се сматра једним од најважнијих дерби утакмица у земљи. Атлетико Насионал такође има ривалство са Милионариосима које потиче из Копа либертадореса 1989.
Клуб се сматра једним од најјачих тимова из Колумбије, један је од најконзистентнијих клубова у земљи. Атлетико Насионал је до данас освојио 16 лигашких титула, четири купа Колумбије и два пута освојио колумбијску Суперлигу, укупно 22 домаће титуле, што га чини најуспешнијим фудбалским тимом у Колумбији. Они су такође били први колумбијски клуб који је освојио Копа либертадорес 1989. године, а након што су поново освојили титулу 2016. године, најуспешнији су колумбијски клуб у овом такмичењу. Такође има највише међународних титула у поређењу са било којим другим колумбијским клубом; два пута је освојио Куп Мерконорте и Копа Интерамерикану и једном Рекопа Судамерикана, са укупно седам међународних трофеја.
У 2016. години, Атлетико Насионал је по IFFHS рангиран као најбољи фудбалски клуб на свету, поставши први јужноамерички клуб и први ван Европе који је добио награду. Такође је рангиран као најбољи колумбијски клуб 21. века. Национал се такође сматра најбољим колумбијским клубом на клупским турнирима под окриљем асоцијације КОНМЕБОЛ и заузео треће место у званичном клупском пласману Копа либертадореса.
Занимљиво да је један од покровитеља клуба био колумбијски криминалац Пабло Ескобар, током 1980-их и почетком 1990-их година.

## Играчи

### Тренутни састав
| Бр. |           | Позиција | Играч              |
| --- | --------- | -------- | ------------------ |
| 1   | Аргентина | Г        | Фернандо Монети    |
| 2   | Колумбија | О        | Даниел Боканегра   |
| 3   | Колумбија | О        | Фелипе Агилар      |
| 4   | Аргентина | О        | Диего Брагиери     |
| 6   | Колумбија | С        | Раул Лоаиса        |
| 7   | Колумбија | С        | Густаво Торес      |
| 9   | Колумбија | Н        | Омар Дуарте        |
| 10  | Колумбија | С        | Хуан Пабло Рамирес |
| 11  | Колумбија | Н        | Карлос Ривас       |
| 12  | Колумбија | О        | Алексис Енрикес    |
| 13  | Колумбија | О        | Елибертон Паласиос |

| Бр. |           | Позиција | Играч             |
| --- | --------- | -------- | ----------------- |
| 14  | Колумбија | Н        | Реиналдо Ленис    |
| 15  | Колумбија | О        | Деивер Мачадо     |
| 16  | Колумбија | С        | Владимир Ернандес |
| 19  | Колумбија | С        | Џерсон Кандело    |
| 20  | Колумбија | С        | Џејсон Лусуми     |
| 21  | Колумбија | С        | Хорман Кампусано  |
| 25  | Колумбија | Г        | Кристијан Варгас  |
| 26  | Колумбија | О        | Карлос Куеста     |
| 27  | Аргентина | С        | Гонсало Кастелани |
| 29  | Колумбија | С        | Алдо Леао Рамирес |
| 32  | Колумбија | О        | Кристијан Мафла   |

## Успеси
- Примера А:

Победник (16): 1954, 1973, 1976, 1981, 1991, 1994, 1999, 2005 Апертура, 2007 Апертура, 2007 Клуасура, 2011 Апертура, 2013 Апертура, 2013 Клаусура, 2014 Апертура, 2015 Клаусура, 2017 Апертура
Вицешампион (11): 1955, 1965, 1971, 1974, 1988, 1990, 1992, 2002 Апертура, 2004 Апертура, 2004 Клаусура, 2018 Апертура
- Куп Колумбије:

Победник (4): 2012, 2013, 2016, 2018.
- Суперлига Колумбије:

Победник (2): 2012, 2016.
Вицешампион (3): 2014, 2015, 2018.

### Међународни успеси
- Копа либертадорес: 19 наступа

Победник (2): 1989, 2016.
Финалисти (1): 1995.
Полуфиналисти (2): 1990, 1991.
- Копа Мерконорте: 4 наступа

Победник (2): 1998, 2000.
- Копа Судамерикана: 8 наступа

Финалисти (3): 2002, 2014, 2016.
Полуфиналисти (1): 2003.
- Копа Интерамерикана: 2 наступа

Победник (2): 1989, 1995.
- Рекопа Судамерикана: 2 наступа

Победник (1): 2017.
Финалисти (1): 1990.
- Интерконтинентални куп: 1 наступ

Вицешампион (1): 1989.
- ФИФА Светско клупско првенство: 1 наступ

Треће место (1): 2016.